# Греческая группа языков
Греческая группа — объединение языков, входящих в индоевропейскую языковую семью, основным представителем которого является греческий язык. Одна из самых своеобразных и относительно малочисленных языковых групп в составе индоевропейских языков. При этом греческая группа — одна из самых древних и хорошо изученных ещё со времён античности. Наличие единственного полноправного представителя в наши дни сближает греческую группу с албанской и армянской, которые также фактически представлены одним языком каждая.
При этом ранее существовали другие греческие языки (древнегреческий) и крайне обособленные диалекты, которые либо вымерли, либо находятся на грани исчезновения в результате ассимиляции.

## Список языков/диалектов греческой группы
Состав группы постоянно менялся. В древности греческая группа делилась на три ветви:
- Западная ветвь
  - Дорийский диалект[5] (Мессения, Лаконика, Дорида, малоазиатская Дорида)
  - Северо-западный диалект (Элида)
  - Ахейский диалект (Ахайя)
  - Древнемакедонский язык античности, был близок к дорийскому диалекту (Македония)
- Центральная ветвь[5]
  - Эолийский диалект (Фессалия, Беотия, Эолия)
  - Аркадский диалект (Аркадия)
- Восточная ветвь[5]
  - Аттический диалект (Аттика)
  - Ионийский диалект (Иония)

На основе аттического диалекта сформировался литературный древнегреческий язык — койне. После ряда преобразований койне стал средневековым греческим языком. В XV веке на основе средневекового греческого языка сформировались новогреческий язык, понтийский язык и каппадокийский язык. На основе дорийского языка сформировались итало-румейский язык, цаконский диалект, маниотский диалект, химариотский диалект, сфакиотский диалект. Греческая лингвистика традиционно рассматривает всё это как диалекты одного языка.
На основе аттического диалекта, через койне:
- Еврейско-греческий диалект, известный также как романиотский язык
- Греческий язык (Греция):
  - Стандартный новогреческий язык
  - Кафаревуса
  - Димотика
    - Северные диалекты греческого языка (Эпир, Румелия, Македония, Фессалия, континентальная Греция)
      - Румелийский диалект греческого языка
      - Македонский диалект греческого языка
      - Фракийский диалект греческого языка
      - Эпирский диалект греческого языка
      - Фессалийский диалект греческого языка

    - Пелопоннеско-ионийский диалект греческого языка (Пелопоннес и Ионические острова)
    - Юго-восточный диалект греческого языка (Додеканес)
    - Староафинский диалект греческого языка (Аттика)
    - Кипрский диалект греческого языка (Кипр)
    - Критский диалект греческого языка (Крит)
- Каппадокийский греческий язык (Малая Азия)[10], исчез после 1923 года
- Тавро-румейский язык (Крым, ныне Приазовье)
- Понтийский язык (Понт)[10], распространён в Греции и в диаспоре.

На основе дорийского диалекта:
- Итало-румейский язык (Южная Италия, Корсика, Сицилия)
- Цаконский язык (Пелопоннес)[11], на грани исчезновения
- Маниотский диалект (полуостров Мани, Пелопоннес)
- Сфакиотский диалект (Крит)
- Химариотский диалект (Албания)

## Этнические группы
- Греки (самоназвание — Έλληνες (эллинэс, эллины), Ελληνικό έθνος (эллинико эфнос, эллинический народ), единственное число — Έλληνας (эллинас, эллин), самоназвание языка — Ελληνικά (эллиника, эллинский), Ελληνική γλώσσα (эллиники глосса, эллинический язык), название страны — Ελλάδα (эллада, Эллада), Ελλάς (эллас), название государства — Ελληνική Δημοκρατία (эллиники Димократиа, Эллиническая Республика), название церкви — Η Εκκλησία της Ελλάδος (экклисия тис Элладос, Церковь Эллады)
  - Греки-критяне, название страны — Κρήτη (крити, Крит), название языка — Κρητικά (критика, критский), Κρητική διάλεκτος (критики диалектос, критский диалект) название государства в 1898—1913 годах — Κρητική Πολιτεία (критики Политиа, Критское Государство), название церкви — Εκκλησία της Κρήτης (экклисия тис Критис, Церковь Крита)
  - Маниоты (самоназвание — Μανιάτες)
  - Цаконы (самоназвание — Τσάκωνες)
  - Сфакиоты (самоназвание — Σφακιανοί)
  - Италиоты (самоназвание — Γκρίκο)
  - Каракачаны (саракацаны) (самоназвание — Σαρακατσάνοι)
- Греки-киприоты (самоназвание — Ελληνοκύπριοι (эллинокиприи, кипрские эллины), название языка — Κυπριακά (киприака, кипрский), Κυπριακή διάλεκτος (киприаки диалектос, кипрский диалект), название страны — Κύπρος (кипрос, Кипр), название государства — Κυπριακή Δημοκρατία (киприаки Димократиа, Кипрская Республика), название церкви — Εκκλησία της Κύπρου (экклисиа тис Кипру, Церковь Кипра)
- Греки-понтийцы (самоназвание — Πόντιοι (Понтии, понтийцы), название языка — Ρωμαίικον γλώσσα, Ποντιακή διάλεκτος (понтиаки диалектос, понтиакский язык), название страны — Πόντος (понтос, Понт), название государства 1917—1922 годов (проектировалось) — Δημοκρατία του Πόντου (димократиа ту Понту, Республика Понта). Так же среди понтийцев можно выделить особую этнографическую группу — цалкинских греков, которые говорили на особом диалекте турецкого языка — цалкском языке.
- Греки-каппадокийцы (Всегреческий союз потомков греков-каппадокийцев, самоназвание языка — καππαδοκική διάλεκτος (каппадокики диалектос, каппадокийский диалект)